# Hrvatski malonogometni kup 2014./15.
Hrvatski malonogometni kup za sezonu 2014./15. Natjecanje je osvojio Nacional iz Zagreba.

## Rezultati

### Osmina završnice
| klub1                  | klub2                 | rezultati          |
| ---------------------- | --------------------- | ------------------ |
| Rab                    | Split Tommy           | 3:10, 1:11         |
| Futsal Dinamo Zagreb   | Nacional Zagreb       | 2:8, 3:5           |
| Mala Mljekara Valpovo  | Kijevo                | 3:3, 3:11          |
| Novo Vrijeme Makarska  | Uspinjača Zagreb      | 3:3, 3:2           |
| Grobnik Čavle          | Square Dubrovnik      | Grobnik odustao    |
| Vrgorac                | Porto Tolero Ploče    | 1:3, 1:5           |
| Osijek Kelme           | Mejaši Split          | 0:2, 2:1           |
| Petrinjčica (Petrinja) | Potpićan ’98 AD Tokić | 6:2, 2:6 (8:7 pen) |

### Završni turnir
Igrano u Makarskoj od 17. do 19. travnja 2015.
| klub1                 | rez.            | klub2                  |
| četvrtzavršnica       | četvrtzavršnica | četvrtzavršnica        |
| --------------------- | --------------- | ---------------------- |
| Split Tommy           | 2:2 (0:2 pen)   | Novo Vrijeme Makarska  |
| Nacional Zagreb       | 11:0            | Petrinjčica (Petrinja) |
| Kijevo Knin           | 4:3             | Mejaši Split           |
| Square Dubrovnik      | 5:2             | Porto Tolero Ploče     |
|                       |                 |                        |
| poluzavršnica         |                 |                        |
| Kijevo Knin           | 3:3 (1:2 pen)   | Square Dubrovnik       |
| Novo Vrijeme Makarska | 1:2             | Nacional Zagreb        |
|                       |                 |                        |
| za pobjednika         |                 |                        |
| Square Dubrovnik      | 0:4             | Nacional Zagreb        |

## Poveznice
- Prva hrvatska malonogometna liga 2014./15.
- Druga hrvatska malonogometna liga 2014./15.
- Hrvatski malonogometni kup – regija Jug 2014./15.
- Hrvatski malonogometni kup – regija Sjever 2014./15.
- Hrvatski malonogometni kup – regija Zapad 2014./15.